# Hardegg (Baixa Áustria)
Hardegg (Baixa Áustria) é um município da Áustria localizado no distrito de Hollabrunn, no estado de Baixa Áustria.